# Kalius
Kalius je prvenec slovenskega pisatelja Urbana Klančnika. Gre za znanstveno-fantastični roman, ki pripoveduje o lovcih, ki se kot neke vrste vampirji prehranjujejo z življenjsko energijo drugih živih bitij. Delo je izšlo leta 2004 pri založbi Turistika. Zemljevide v knjigi je izrisal pisatelj sam, ostale risbe pa Urša Grčar.

## Vsebina
Zgodba o Kaliusu se začne na našem planetu, nadaljuje pa po širom vesolja in na koncu pristane na planetu Liedna. Glavni junak je Slayer, dolgolasi in mrkogledi lovec na energijo, ki se zaplete v nevaren boj za kalius - predmet z ogromnim energijskim potencialom, ki ga je mogoče uporabiti v dobre ali zle namene, njegov imetnik pa postane takorekoč nepremagljiv. Slayerju se na poti pridružijo še lovci iz drugih svetov in skupaj poskušajo najti kalius pred Shakdarjem, zlobnim bitjem, ki ima v načrtu zavzeti in zasužnjiti vso vesoljno prebivalstvo.
Vso fantazijsko dogajanje je avtor še dodatno popestril z lastnimi zemljevidi in koledarji planetov.

## Izdaje in prevodi
- Slovenska izdaja romana iz leta 2004 (COBISS)